# Ca l'Oliver (Rajadell)
Ca l'Oliver és una masia del municipi de Rajadell (Bages) inclosa en l'Inventari del Patrimoni Arquitectònic de Catalunya.

## Descripció
Construcció Civil: Masia de grans dimensions construïda aprofitant els desnivells del terreny en diferents etapes. El cos central és format per una masia de tipus clàssic amb el carener paral·lel a la façana i coberta a doble vessant; sobre aquesta primera construcció, a banda i banda s'hi ha afegit cossos que han doblat les seves proporcions.

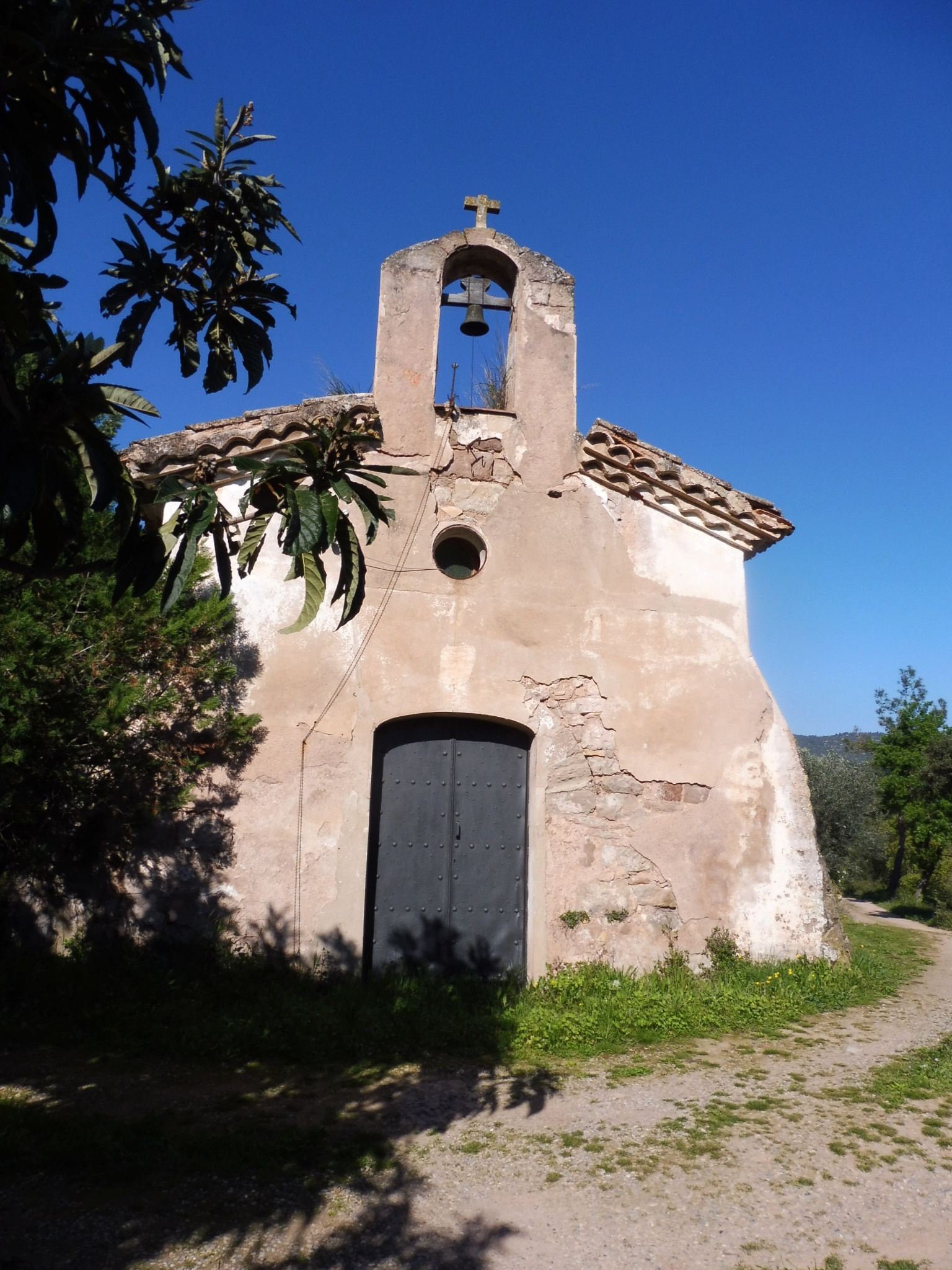
Capella de Santa Magdalena

## Història
Abans de l'any 1500 és documentat ja el Mas Oliver i el seu estadant Gabriel Torra que s'instal·là en aquest lloc procedent de fora el terme del castell de Rajadell, segurament de Castellfollit del Boix, i més concretament del Mas Torrellardona. La família "Torra de l'Oliver" s'esgotà i l'herència va passar a una parenta més allunyada i a partir d'aleshores el mas fou conegut únicament amb el nom de l'Oliver. Al s. XVI la masia era un important centre d'explotació ramadera: l'any 1586 tenien un ramat de 79 ovelles, 2 moltons, 53 anyells i 63 cabres i es dedicaven al conreu de forment, sègol, civada, ordi, espelta i blat segolós. L'any 1688 la masia comptava amb un important celler. L'any 1546 Gabriel Torreblanca va obtenir permís per a edificar prop la masia, la capella de Sta. Magdalena.